# MathWorld
MathWorldはウルフラム・リサーチ社が運営している数学 ウェブサイト。

## 歴史
- 1995年、物理学・天文学を学んでいたエリック・ワイスタイン（英語版）が「エリックの数学の宝庫」(Eric's Treasure Trove of Mathematics) という名前で自分の学習ノートをサイトに公開しインターネット上で人気になる。
- 1998年ワイスタインが契約を結びCRC出版から紙媒体とCD-ROMで「CRC数学小事典」(CRC Concise Encyclopedia of Mathematics) が発売される。またサイトも一部有料になる。
- 1999年ワイスタインがウルフラム・リサーチ社に入り、同社がサイトを運営することになる。また「エリックの数学の宝庫」が「数学の世界」と改称せられる。
- 2000年CRC出版がウルフラム・リサーチ（および同社代表スティーヴン・ウルフラム、エリック・ワイスタイン）を訴え、サイトの公開が差し止めになる。
- 法廷外の交渉によりサイトでの版権の表示、書籍版に配慮したサイトの構成、総額が不明な金銭の授与などの条件でサイトが再開され無料になる。